# Аве
„Авé“ е български игрален филм от 2011 година на режисьора Константин Божанов, по сценарий на Константин Божанов и Арнолд Баркус. Оператори са Ненад Бороевич и Радослав Гочев. Продуцент е Димитър Гочев – СИА и Камера.
Главните роли в „Авé“ изпълняват Ованес Торосян („Източни пиеси“, „Тилт“) и младата Анжела Недялкова. Партнират им Николай Урумов, Йосиф Сърчаджиев, Евгений Михайлов, Койна Русева, Светлана Янчева, Красимир Доков.
Филмът разказва как докато пътува на стоп за погребението на свой приятел, Камен среща 17-годишната Авé – бегълка, която търси своя проблемен брат. По време на пътуването си Авé въвлича Камен във все по-големи проблеми, а той неусетно се влюбва в щурото и странно момиче.
Световна Премиера: 17 май 2011, „Седмица на критиката“ (Кан 2011)
Премиера в България: Септември 2011

## Актьорски състав
- Ованес Торосян - Камен
- Анжела Недялкова - Аве
- Николай Урумов - полковникът
- Никола Додов - шофьор на Волво
- Йосиф Сърчаджиев - бащата на Виктор
- Бруно С - дядото на Виктор
- Мартин Брамбах - Юрген, шофьор на камион
- Евгений Михайлов
- Светлана Янчева - майката на Виктор
- Красимир Доков - чичото на Виктор
- Албена Ставрева
- Иван Юруков
- Йордан Биков - кондуктор във влака
- Елена Райнова - лелята на Виктор
- Бойка Велкова - майката на Аве
- Катинка Недялкова - бабата на Виктор

## Награди
- „Специалната награда на журито“ на 17 МКФ (Сараево, Босна и Херцеговина, 2011);
- „Наградата на интернет портала CINEUROPA“ на 17 МКФ (Сараево, Босна и Херцеговина, 2011);
- „Наградата за млад талант „Die Elfe““ на Константин Божанов на Филмовия фестивал (Хамбург, Германия, 2011);
- „Наградата за режисура“ на Константин Божанов на 30 Фестивал на българския игрален филм „Златна роза“, (Варна, 2011);[1]
- „Наградата на ФИПРЕССИ за най-добър дебют“ от Източна Европа на 27 МФФ (Варшава, Полша, 2011);
- Награда на името на Мануел Оливейра „за най-добър филм“ на Седмицата на режисьорите на 32-рия Международен филмов фестивал в (Порто, Португалия, 2012);
- Награда на името на Мануел Оливейра „най-добър сценарий“ на Седмицата на режисьорите на 32-рия Международен филмов фестивал в (Порто, Португалия, 2012);
- „Наградата за режисура“ в лицето на Константин Божанов на 16 Международен София Филм Фест, (София, 2012);
- Наградата „Домейн Бойар“ за „най-добър балкански филм“ на 16 СФФ, (София, 2012);
- „Наградата на гилдията на българските кинокритици“ на 16 СФФ, (София, 2012);
- Наградата на КОДАК за „най-добър български игрален филм“ на 16 СФФ, СОФИЯ'2012;
- „Наградата за „най-добър игрален филм за 2011“ от БФА'2012;
- „Наградата за главна мъжка роля“ на Ованес Торосян от БФА'2012;
- „Наградата за дебют“ в игралното кино на Константин Божанов от БФА'2012;
- „Награда за режисура“ на МКФ на филми от Централна и Източна Европа (Висбаден, Германия, 2012);
- Наградата „Златен век“ на Министерството на културата на Константин Божанов, 2012;
- „Награда за най-добър пълнометражен филм“ на 22 Фестивал на европейското кино в (Мамерс, Франция, 2012);
- Наградата на журито „Златна богиня“ на Международен кинофестивал PriFest, (Прищина, Косово, 2012);
- „Наградата за най-добра мъжка роля“ на Ованес Торосян на 2-рия Международен кинофестивал „Златен гепард“, (Ташкент, Узбекистан, 2012);
- „Диплом за операторска работа“ на Ненад Бороевич и Радослав Гочев на 23 Международен кинофорум „Златен Витяз“, (Томск, Русия, 2014).